# Маївниця двоцяткова
Маївниця двоцяткова (Vadonia bipunctata (Fabricius, 1781)) — вид жуків з родини Скрипунових.

## Підвиди
Маївниця двоцяткова в Україні представлена двома підвидами:
- Vadonia bipunctata steveni (Sperk, 1835) — степова зона, окрім Криму
- Vadonia bipunctata laterimaculata (Motschulsky, 1 875) — Крим і ймовірно Північне Причорномор'я

## Поширення
Маївниця двоцяткова в Україні трапляється у степовій і на півдні лісостепової зон.

## Проблеми з визначенням
Численні вказівки у різних літературних джерелах для Маївниці двоцяткової можуть бути помилковими і стосуватись іншого виду — Маївниці одноцяткової. У сучасних літературних джерелах до Маївниці двоцяткової також залічують усі знахідки Маївниці Стевенової (Vadonia steveni), які на сьогодні вважаються підвидами одного і того ж виду. Морфологічне визначення Маївниці двоцяткової є проблематичним через нечіткість ознак і значну індивідуальну мінливість. Точне визначення можливе лише через вивчення будови терміналій і баркодингу.